# 박구일
박구일(朴九溢, 1934년 11월 8일 ~ 2020년 3월 1일)은 대한민국의 군인, 정치인이다. 제17대 해병대사령관, 제14·15대 국회의원을 지냈다.
1958년 해군사관학교 12기로 학사 학위 취득하였고 제17대 해병대 사령관을 역임하였다. 
취임 당시엔 해군본부 제2참모차장이었지만, 재직 도중에 해병대사령부가 부활하여 사령부 부활 후 만들어진 첫번째 해병대 사령관이 되었다.
경상북도 안동에서 출생하였고, 호(號)는 정암(廷岩), 본관은 영해이다.

## 경력
- 1958년 해병 소위 임관
- 1958년 소대장
- 1962년 수색중대장
- 1965년 1사단 11대대 1중대장
- 1969년 헌병대대장
- 1975년 교육대대장
- 1976년 국방부 장관 예하 특별보좌관
- 1976년 헌병연대장
- 1979년 1사단 7연대장
- 1984년 해병대 제6여단장
- 1984년 해병대 제1사단장
- 1986년 해군본부 제2참모차장
- 1986년 제17대 해병대 사령관
- 1988년 해병 중장 예편
- 한국화재보험협회 이사장
- 통일신민당 총재 겸 사무총장(1990년~1991년)
- 제14대 국회의원(전국구) 민주자유당
- 민주자유당 당무위원 겸 국방외교안보행정위원
- 제15대 국회의원(대구 수성을) 자유민주연합
- 자유민주연합 정책위원회 위원장
- 자유민주연합 사무총장 겸 최고위원
- 국회 재해대책 특별위원장
- 국회 통신과학기술위원장
- 자유민주연합 대구지구당 위원장 겸 당무위원

## 학력
- 안동 동부국민학교, 안동중학교
- 안동 고등학교 졸업
- 해군사관학교 12기(1958년)
- 국방대학교 행정학사 5기(1960년)
- 고려대학교 경영대학원 경영학 석사(1969년)

## 상훈
- 1965년 국방부장관 표창
- 1966년 인헌 무공훈장
- 1974년 국방부장관 표창
- 1980년 보국훈장 삼일장
- 1984년 보국훈장 천수장
- 1987년 보국훈장 국선장
- 1988년 대통령 표창

## 일화
부마항쟁 당시 해병대 1사단 7연대대장이었던 박구일은 부하들에게 "해병대는 국민의 군대다. 시민들이 때리면 그냥 차라리 맞아라. 절대 시민들에게 손대지 마라. 다만 총은 뺏기지 마라"고 지시했고 이에 따라 해병대원들은 시위대에게 폭력을 행사하지 않았다는 얘기가 해병대 예비역들 사이에서 널리 퍼져 있다. 
또한 '진실․화해를 위한 과거사정리 기본법'에 의거하여 부마항쟁을 공식적으로 조사한 진실화해위원회가 발표한 "부마항쟁 과정에서 발생한 인권침해 사건" 보고서에 따르면 계엄군으로 참가한 해병대원들에 의해 구타에 대한 증언이 있으나, 이를 자세히 보면 당시 실제로 출동한 해병대 제 7연대가 아닌 제 2연대의 해병대원의 이○○(이등병)의 전해 들은 소문에 대한 증언으로 해병대의 구타 논란은 신빙성이 떨어진다는 점을 보여주고 있다.

## 가족 관계
- 배우자 : 배수자
  - 장남 : 박재연
  - 차남 : 박재병
  - 딸 : 박영숙

## 역대 선거 결과
|  | 38.5% |

|  | 29.87% |

|  | 10.91% |

## 같이 보기
- 수성구 을
- 대구 수성구의 국회의원
- 대한민국의 해병대 사령관